# Betsy Balonówna. Podróż przez Yummi-Land
Betsy Balonówna. Podróż przez Yummi-Land (ang. Betsy Bubblegum’s Journey Through Yummi-Land) – amerykański film animowany z 2007 roku o przygodach Betsy, który przyjechała do wujka, burmistrza Yummi-Landu. 

## Fabuła
Betsy Balonówna przyjechała do wujka, burmistrza Yummi-Landu w odwiedziny. W tym czasie w mieście szykuje się wielkie wydarzenie i każdy jest bardzo zapracowany. Zmartwiona Besty także chciałaby pomóc, jednak nie wie jak. Wkrótce spacerując po pięknym słodkim mieście, Yummi-Land, przekonuje się, że jest tam wiele rzeczy do zrobienia. 

## Obsada
- Shannon Chan Kent − Betsy Bubblegum
- Jan Robson − Mayor Marshmallow
- Jillian Michaels − Lucy Lollipop; Roslyn Roxy Rose
- Janyse Jaud − Katie Cotton Candy
- Maryke Hendrikse − Taryn Taffy; Dixie Day Daisy
- Ashleigh Ball − Cara Carmel
- Kathleen Barr − Ruby Red Licorice; Libby Lynn Lily
- Tabitha St. Germain − Lindsy Lue Lilac
- Erin Matthews − Veronica Vanillia Almond
- Andrea Libman − Renee Raibow Ripple
- Kelly Sheridan − Rachel Raspberry Swirl
- Keegan Connor Tracey − Mindy Mint Chocolate Chip